# (2087) Kochera
(2087) Kochera ist ein Asteroid des Hauptgürtels, der am 28. Dezember 1975 vom Schweizer Astronomen Paul Wild, vom Observatorium Zimmerwald der Universität Bern aus, entdeckt wurde.
Der Asteroid ist nach dem Schweizer Chirurgen und Nobelpreisträger Theodor Kocher benannt. 